# 司馬範之
司馬範之（4世纪—391年），东晋宗室，彭城穆王司马权玄孙，彭城元王司马植曾孙，彭城康王司马释之孙，河间武王司马钦之子。
章武王司马珍官至大宗正。晋哀帝隆和元年（362年）十月去世。无嗣。晋孝武帝太元元年（376年）六月出继司马珍，袭封章武王（治所在今河北省大城县），官至游击将军。太元十六年（391年）六月己未，章武王司馬範之去世。其子司马秀嗣位章武王。
| 前任： 司马珍 | 晋朝章武王 376年－391年 | 繼任： 司马秀 |